# Șuri, Drochia
Șuri este satul de reședință al comunei cu același nume  din raionul Drochia, Republica Moldova.

## Istorie
A fost atestat documentar la 11 martie 1631 într-o carte de întăritură lui Gheorghe Moțoc și rudelor sale pentru satele Mândâc, Șura și Voloșca:
„Suretul ispisocului de la Moise Movilă voievod din leat 7139 <1631>, martie 11.

Precum au venit înaintea noastră și înaintea boierilor noștri sluga noastră, Ghoerghe Moțoc, și fratele său Vasile, și surorile lor Anghelina și Magda, și Artimia, și nepoții lor, Irina, și Cârstâna, și Nastea, feciorii Sestrii, și a Măricăi, și cu mare jalobă, și cu multe mărturii, slugi domnești, și oameni buni bătrâni și tineri, și megieși de primprejur, întracest chip au mărturisit, cu dresă și întărituri, ce au avut pe a lor drepte ocină și moșii, pe sat Mândâc, ce este în ținutul Sorocii, pe pârâul Coboltii, cu heleșteie și mori, și pe satul Șura, iar pe acel pârâu, pe din jos de Mândâc, iarăși cu heleșteie și mori, și pe satul Voloșca, din sus de Mândac, tot pe Cobolta, cu heleșteie și cu mori, și cu apărături, cu loc de pădure, ….”
În 1772-73 moșia satului era stăpânită de Bașotă și avea 23 case, 19 moldoveni, 2 fețe bisericești, iar la 1817 câșla Șurile avea 34 gospodării și 68 bărbați care aparțineau Mănăstirii „Sf. Spiridon” de la Iași.
În 1882 a fost construită din piatră biserica Adormirea Maicii Domnului. În 1894 zemstva soroceană a alocat 3.500 de ruble pentru construcția școlii la Șuri, lucrările de construcție începând în 1896, când se deschide școala de zemstvă cu o clasă.
În 1922, 573 de locuitori ai satului au fost împroprietăriți cu 2.222 ha de pământ. În 1923 a fost întemeiată cooperativa agricolă „Luceafărul”. Satul mai avea școală primară, biserică, poștă rurală, primărie, 4 cârciumi; în 1930 satul avea 752 gospodării, 3.184 locuitori.
În perioada sovietică în satul Șuri a fost construită școala medie, casa de cultură, o bibliotecă, punct medical, ateliere de deservire  socială, oficiu poștal, ospătărie, magazine, creșe, grădiniță de copii, monument în memoria consătenilor căzuți în războiul al doilea mondial.
Biserica Nașterea Maicii Domnului a fost reconstruită în 1993.

## Demografie

### Structura etnică
Structura etnică a satului conform recensământului populației din 2004:
| Grup etnic         | Populație | % Procentaj |
| ------------------ | --------- | ----------- |
| Moldoveni / Români | 3.931     | 99,17%      |
| Ruși               | 20        | 0,5%        |
| Țigani             | 9         | 0,23%       |
| Ucraineni          | 3         | 0,08%       |
| Alții              | 1         | 0,03%       |
| Total              | 3.964     | 100%        |